# Emory Creek Park
Emory Creek Park är en park i Kanada.   Den ligger i provinsen British Columbia, i den södra delen av landet, 3 400 km väster om huvudstaden Ottawa. Emory Creek Park ligger 70 meter över havet.
Terrängen runt Emory Creek Park är bergig åt sydväst, men åt nordost är den kuperad. Emory Creek Park ligger nere i en dal som går i nord-sydlig riktning. Trakten runt Emory Creek Park är nära nog obefolkad, med mindre än två invånare per kvadratkilometer.. Närmaste större samhälle är Hope, 14,9 km söder om Emory Creek Park.
I omgivningarna runt Emory Creek Park växer i huvudsak barrskog.